# Mathieu Boogaerts

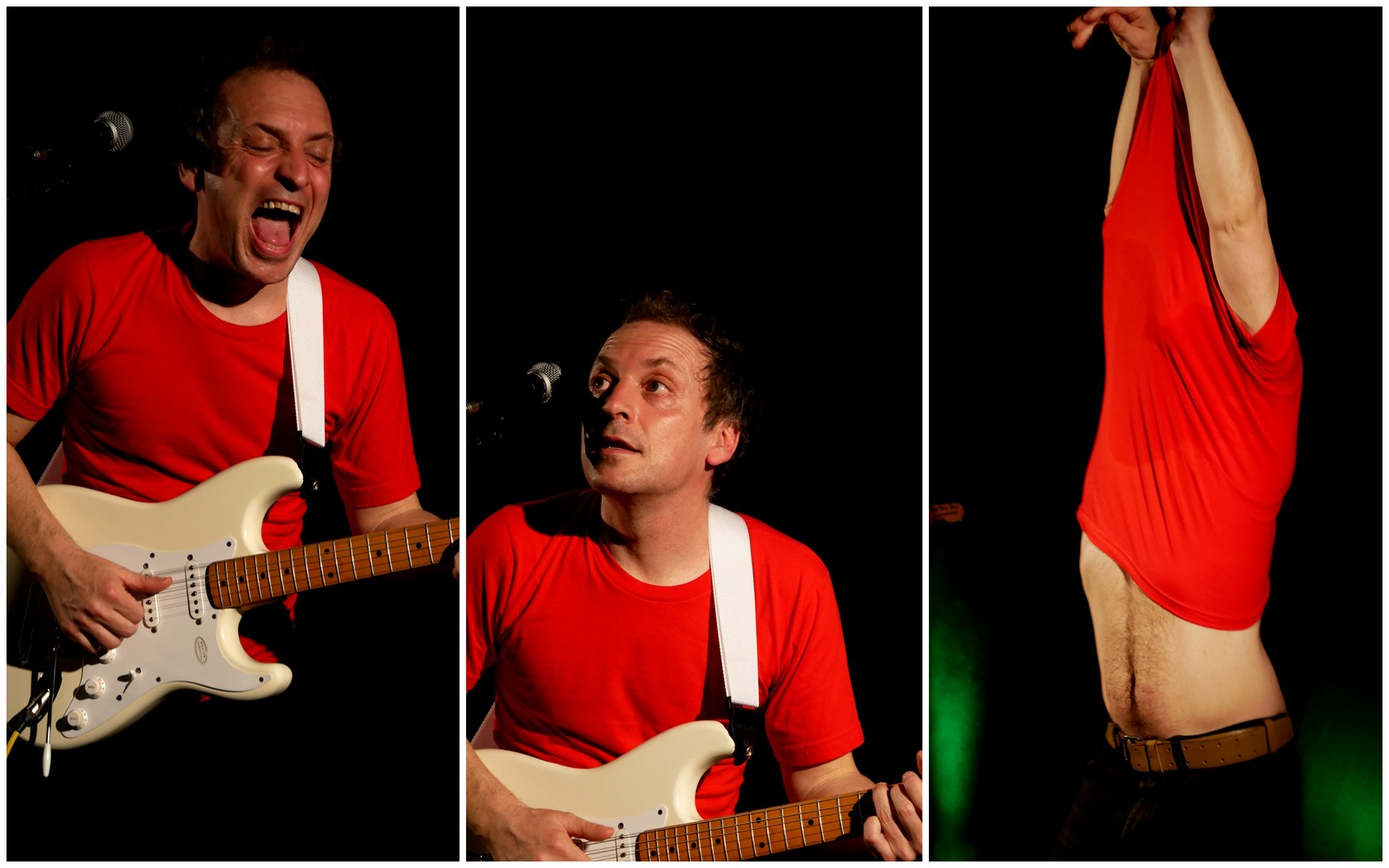
Boogaerts 2017 bei einem Konzert in Toulouse

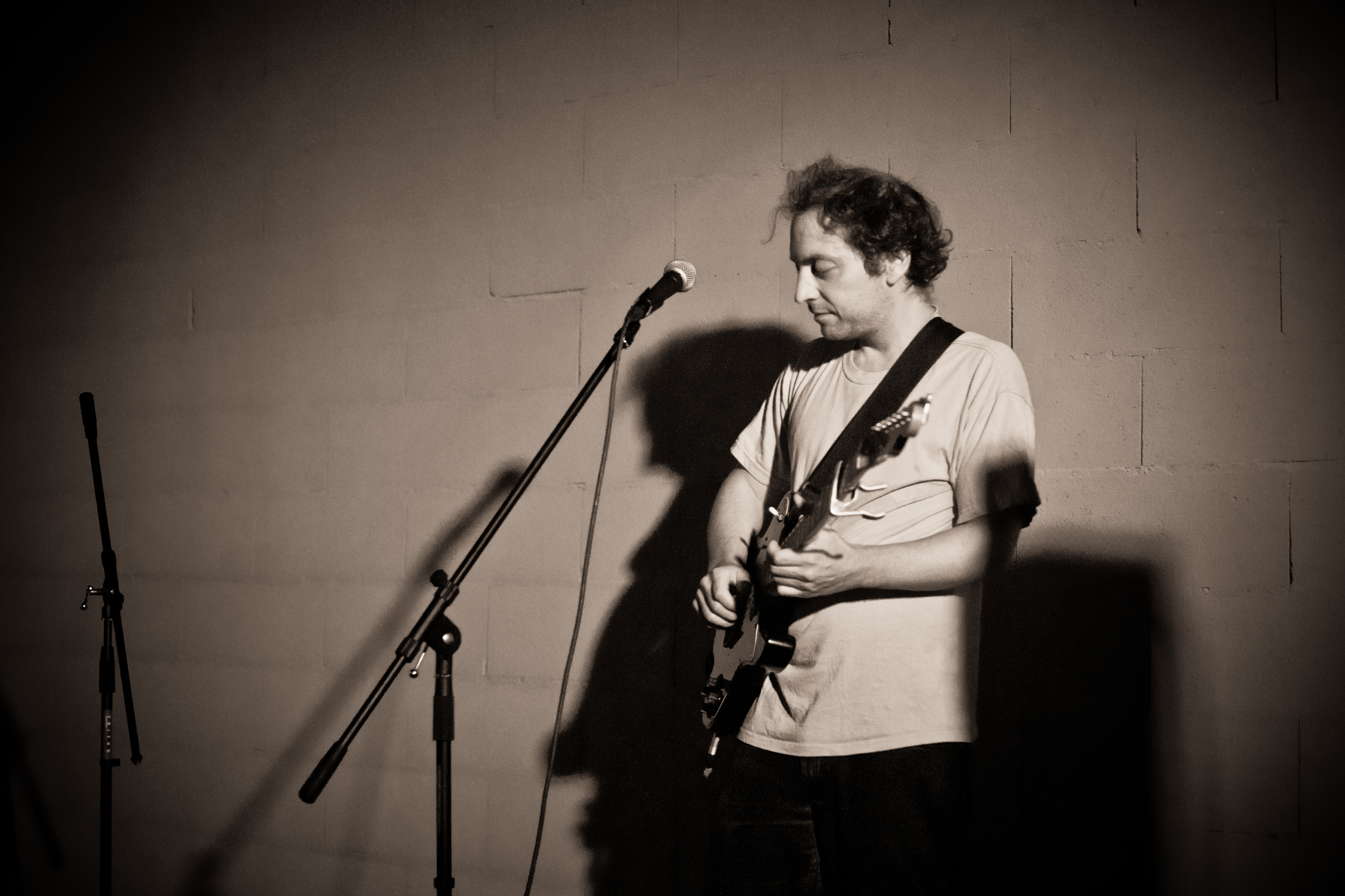
Mathieu Boogaerts in La Datcha, Lausanne, 2011

Mathieu Boogaerts (* 30. November 1970 in Fontenay-sous-Bois) ist ein französischer Sänger und Komponist.

## Lebenslauf

### Kindheit und Jugend
Mathieu Boogaerts wurde am 30. November 1970 in Fontenay-sous-Bois, seine Mutter war Apothekerin und sein Vater Antiquar. Seine Kindheit und Jugend in Nogent-sur-Marne, einem Vorort von Paris. Im Haus seiner Eltern war Musik bereits sehr präsent und er wuchs mit Reggae- und Rockmusik auf, aber auch beispielsweise Chansons von Dick Annegarn. Mit zehn Jahren begann er auf der Orgel seiner Mutter zu spielen, die sie nie benutzte. Mit 12 nahm er Schlagzeugunterricht und mit 13 gründete er zusammen mit zwei Schulfreunden und weiteren Freunde von der Mittelschule mit Made in Cament seine erste Band. Mit sechzehn Jahren traf er Matthieu Chedid und gründete mit ihm eine Tamtam-Gruppe, die während zwei Jahren bestand. Mit 18 brach er sein Studium ab und hielt sich mit kleinen Jobs über Wasser, bevor er auf Weltreise ging. Er hielt sich dabei viel in Afrika und hatte auch einen langen Aufenthalt in Kenia.

### Musikkarriere
Als er 1995 von seiner Weltreise zurückkehrt, ist bei ihm der Entschluss gereift, sich seiner Musikkarriere zu widmen. Er veröffentlichte seine erste Single unter dem Titel Ondulé und produziert dazu zusammen mit der Schwester von Matthieu, Émilie Chedid, sein erstes Musikvideo. Daraufhin wird er von Remark Records unter Vertrag genommen, die seine Single als Ondulé spécial veröffentlichen und ein Jahr später folgt unter dem gleichen Laben mit Super sein erstes Album. Das Album hatte Songs mit Reggae-, Pop- und Bossa-Nova-Einflüssen und wurde noch im Keller seiner Eltern aufgenommen. Danach gründete Boogaerts seine erste Gruppe zusammen mit dem nigerianischen Schlagzeuger Tony Oladipo Allen. Die beiden tourten durch französischsprachige Länder und hatten auch Auftritte in Japan. Ein Jahr später war er mit Dick Annegarn auf Tournee und trat unter anderem bei Francofolies und Francofolies de Spa auf.
1998 erschien mit J'en Ai Marre d'Être Deux sein zweites Album, das teilweise in Schweden aufgenommen wurde mit Tore Johansson als Koproduzent. Da er jedoch mit dem Ergebnis unzufrieden war, wurde das Album in Frankreich vollendet. Nach Veröffentlichung des Albums absolvierte er weitere Auftritte, namentlich am Musikfestival Rencontres trans musicales in Rennes und am Musikfestival Halou in Tokio. Ende 1999 erschien mit Mathieu Boogaerts en Public sein erstes Livealbum, dass am 11. und 12. September desselben Jahres aufgenommen wurde.
Nach einer zweijährigen Pause, bei dem er sich auch wieder in Ghana aufhielt, folgte 2002 sein drittes Album, dass er 2000 nannte und bei Tôt ou tard erschienen ist. Der Name des Albums rührt vom Jahr, in dem er diese Songs geschrieben hat. Aus diesem Album erschien mit Las Vegas eine Singleauskopplung. Mit diesem Album ging er auch alleine auf Tournee, wobei die 2003 veröffentlichte DVD 2002 Mathieu Boogaerts en concert solo entstand, die mit einem 16-mm-Film gedreht wurde.
Am 5. April 2005 erschien mit Michel sein viertes Studioalbum, mit dem er zusammen mit einer Musikgruppe auf Tournee ging und dabei am 24. und 25. Mai auch in der La Cigale in Paris auftrat. Der Titel seines Albums steht für seinen Lieblingsvornamen. Im Februar und März 2006 ging der dabei auch mit der französischen Chanteuse Françoiz Breut auf eine kleine Deutschlandtournee, um danach auf eine weitere Welttournee zu gehen. 2007 nahm er bei Duos éphémères im Louvre teil.
Sein fünftes Studium Album, I love you, schrieb und produzierte er in der belgischen Hauptstadt Brüssel. Er ging mit diesem auf Tournee und trat dabei unter anderem am Printemps de Bourges auf. Vom Oktober 2009 bis Juni 2010 nahm er zusammen mit dem Bassisten Zaf Zapha an einer Konzertserie im Pariser Club La Java teil, die jeden Mittwochabend stattfand und bei dem er auch neue Chansons testete und auch Titel für die Chanteuse Mathieu Boogaerts. Aus dieser Konzertserie entstand die DVD Mercredi! À la Java! Mathieu Boogaerts!, die im November 2010 erschien. Im März gleichen Jahres erschien mit Je ne sais pas sein erstes Buch, in dem er die Entstehung seiner Songs im Detail erklärte. Auch schrieb er in diesem Jahr Songs für die Chanteuse Luce, für die er 2015 auf ihr zweites Album produzierte.
Am 1. Oktober 2012 erschien schließlich sein sechstes Studioalbum, dass nach ihm selbst benannt war und wieder von einer Tournee begleitet wurde. Die Titel des Albums stammen aus der Konzertserie im La Java und wurden von einer Band begleitet.
Ende 2015 nahm er schließlich sein letztes Studioalbum Promeneur, dass aber erst ein Jahr später, am 4. November 2016 erschien.

## Musikstil
Die Musik von Boogaerts ist unter anderem vom Reggae geprägt, insbesondere von Bob Marley und von afrikanischer Musik, die er bei seinen Reisen in den südlichen Kontinent mitbekommen hat. Dick Annegarn, mit dem er bereits früh in seiner Karriere auf Tournee war, bezeichnete er einmal als seinen «spirituellen Vater». Ebenfalls wurde er gemäß eigenen Angaben von Alain Souchon inspiriert.
Sein Musikstil wird viel auch als „minimalistisch“ beschrieben. Anspielend auf diese Kritik sang Boogaerts im Dio Na na na mit Vincent Delerm: J’aime bien l’idée de faire beaucoup avec peu (dt.: „Ich liebe die Idee, aus wenig viel zu machen.“). Boogaerts selbst sieht nach seinem Album Michel eine Stiländerung, schrieb er die Melodien dieses Albums noch mit der Gitarre, wurden die Rhythmen des nachfolgenden Albums I love you mit dem Schlagzeug eingespielt.

## Diskografie

### Alben
- 1996 – Super
- 1998 – J'en Ai Marre d'Être Deux
- 1999 – Mathieu Boogaerts en Public (Livealbum)
- 2002 – 2000
- 2005 – Michel
- 2008 – I Love You
- 2010 – Mercredi ! À la Java ! Mathieu Boogaerts ! (Livealbum)
- 2012 – Mathieu Boogaerts
- 2016 – Promeneur
- 2021 – En Anglais (Auf Englisch)

### EP
- 1995 – Ondulé spécial
- 1998 – Version simple (et version compliquée)

### Singles
- 1995 – Ondulé
- 1995 – Bien

## Videografie
- 2003 – 2002 en concert solo
- 2009 – Aulawaneudou
- 2012 – Mais comment t'as fait Mathieu Boogaerts?

## Werke
- Je ne sais pas. In: Carré. La machine à cailloux, 2010, ISBN 978-2-916734-05-7 (französisch).